# Antonów (rejon czortkowski)
Antonów – wieś na Ukrainie w rejonie czortkowskim należącym do obwodu tarnopolskiego.
Dobra tabularne hrabiego Karola Lanckorońskiego, położone w 1905 roku w powiecie czortkowskim Królestwa Galicji i Lodomerii.